# Герб Пернамбуки
Герб Пернамбуки — геральдична емблема та один з офіційних символів бразильського штату Пернамбуку відповідно до статті 3 конституції штату.

## Історія
Перший герб штату Пернамбуку з'явився в голландський період, оскільки як колонія Португалія не дозволяла створення геральдичних символів. Нинішній герб офіційно оприлюднив губернатор Александр Барбоза Ліма через закон штату № 75 у 1895 році.
У 1997 році художник і дослідник з Пернамбуку Джобсон Фігейредо провів ретельну роботу з геральдичного дослідження. На прохання судді Ітамара Перейри да Сілви, тодішнього генерального корегідора юстиції, цей герб було створено, щоб виправити постійні неправильні характеристики, представлені в його заявках.

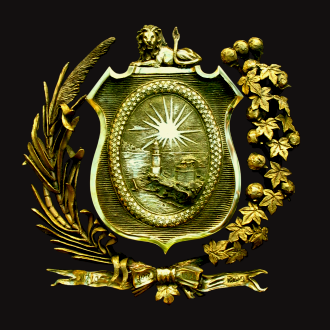
Герб штату Пернамбуку

## Геральдичний опис
Закон 75/1895 у своїй першій статті так описує герб:
Щит, який слугує печаткою штату Пернамбуку для засвідчення офіційних актів, містить вузький еліптичний овал, прикрашений такою кількістю зірок, яка відповідає кількості муніципалітетів у штаті, і оточує малюнок до північного кінця міста Ресіфі, який протистоїть столиці з фаролем і фортом Бар, виділяючи вдалині місто Олінда, а праворуч - сонце, що сходить над океаном. У верхній частині щита - лев у стані спокою, ліворуч і з боків - цукрова тростина і бавовник у цвіту, з'єднані в нижньому кінці синьо-білою стрічкою з датами 1710, 1817, 1824 і 1889.
Елементи герба мають таке символічне значення:
- Лев — хоробрість народу Пернамбуку
- Гілки бавовни і цукрової тростини — багатство
- Сонце — мерехтливе світло з Еквадору
- Зірки — повіти

На гербі досі зображено море та маяк Ресіфі.
У смузі значаться найважливіші історичні дати держави:
- 1710: Війна торговців;
- 1817: Пернамбуканська революція;
- 1824: Екваторіальна конфедерація;
- 1889: Проголошення Республіки.

## Попередні герби

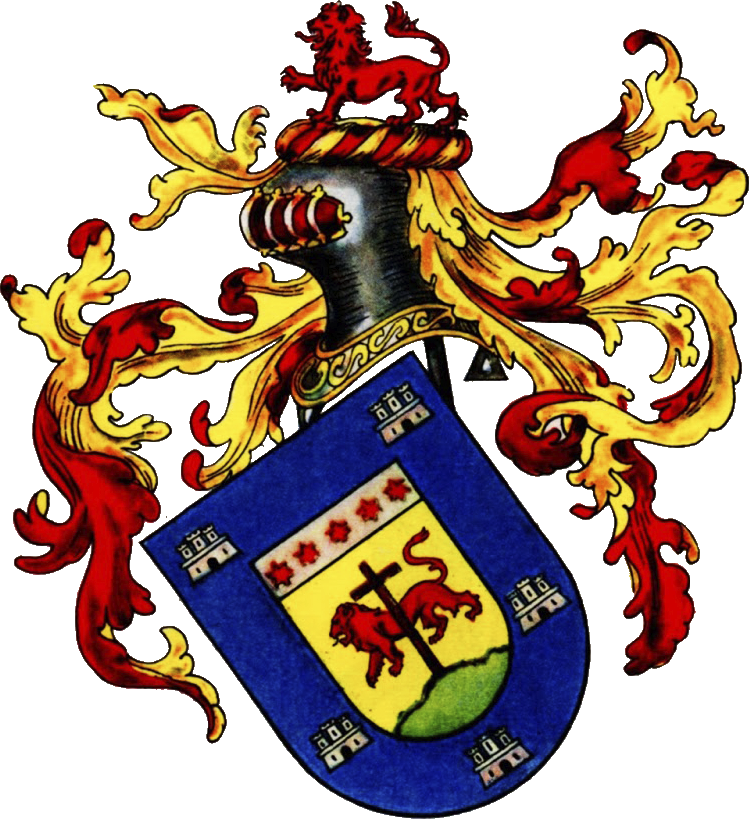
Герб Дуарте Кольо, першого володаря капітанства Пернамбуку в період 1534—1634 рр.

### Колонія
Під час панування на Північному Сході Бразилії Нідерландів в 1638 році уряд тодішнього графа Маурісіо де Нассау організував і надав герби капітанствам і палатам правосуддя. Капітанство Пернамбуку отримало такий герб:
"У капітанства Пернамбуку є дівчина, яка милується власною красою в дзеркалі, що символізує красу землі та ситуацію в назві її столиці Олінда, і з цукровою тростиною в правій руці."
Над щитом зображена копія корони, яка натякає на голландський домен, і оточена вінком із квітів і апельсинових фруктів, що є явним посиланням на важливу політичну роль дому Оранж-Нассау в політичному житті Республіки семи об'єднаних провінцій Нідерландів.

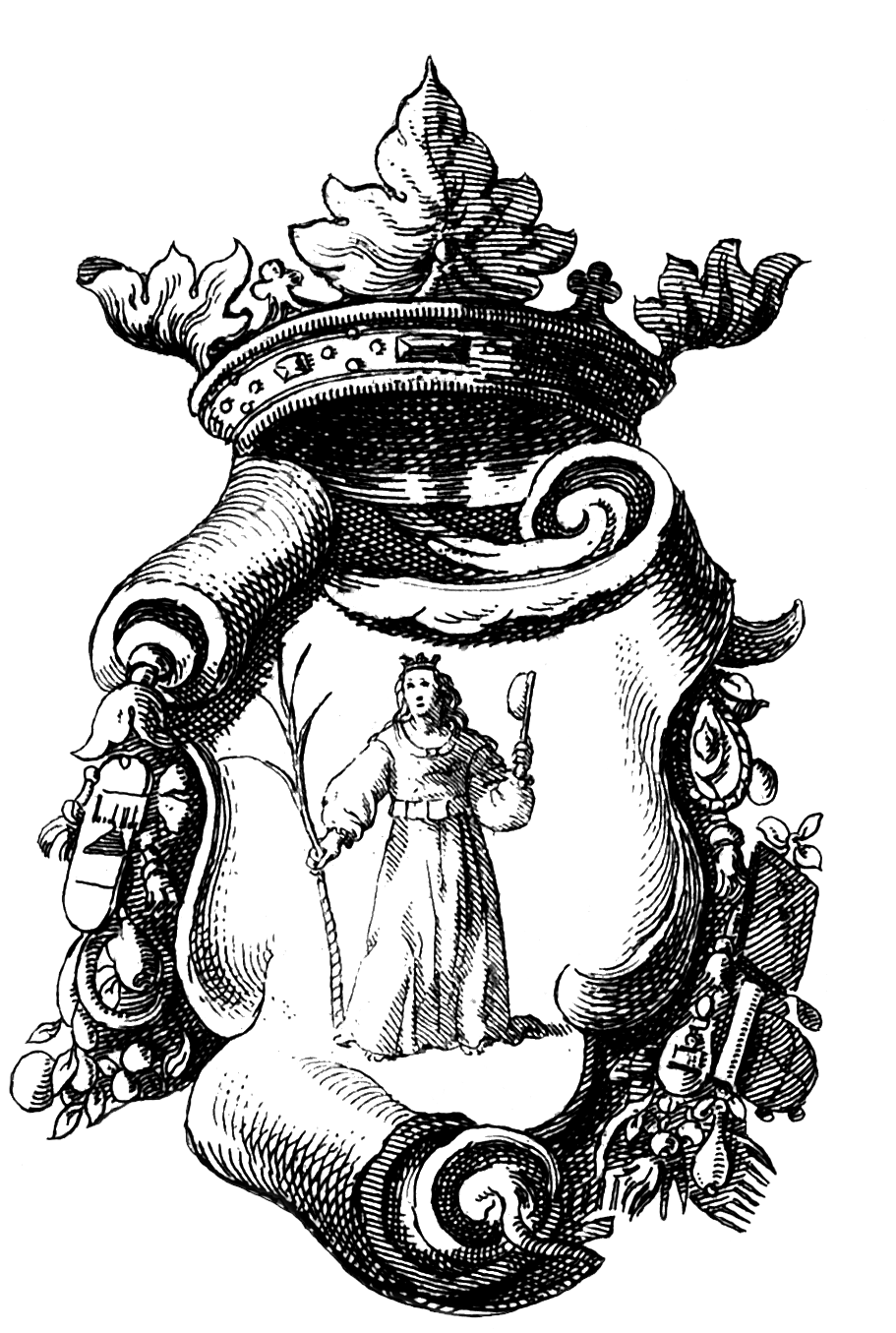
Герб капітанства Пернамбуку, представлений у праці Гаспара Барлеу «Rerum per octennium in Brasilia».
Герб капітанства Пернамбуку під час правління Нідерландів
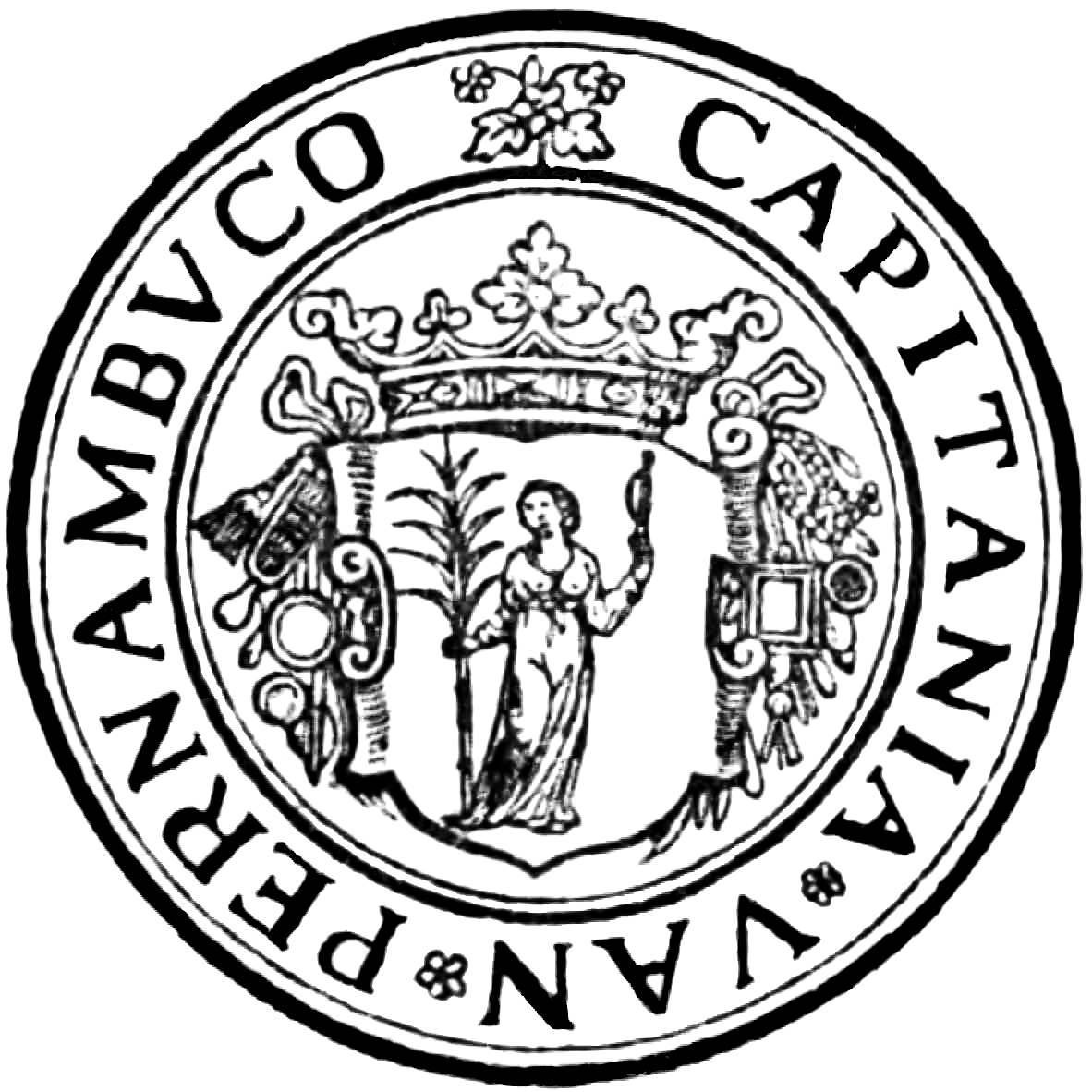
Печатка капітанства Пернамбуку під час правління Нідерландів.

Неможливо визначити метали чи барвники гербів голландської Бразилії, оскільки гравюри не показують вказівок на емалі за допомогою пунктирних засобів або традиційного фону геральдики. У деяких примірниках принцепсового видання роботи Гаспара Барлеу «Rerum per octennium in Brasilia» вони показують щити, пофарбовані аквареллю, але у довільний спосіб і, іноді, з грубим порушенням геральдичних правил. На примірнику цього твору, доступному в Національній бібліотеці Бразилії, герб Пернамбуку зображений у сріблі.